# Canthylidia intensa
Canthylidia intensa là một loài bướm đêm trong họ Noctuidae.